# 슈타트미테역
슈타트미테역(U-Bahnhof Stadtmitte)은 베를린 미테구 미테에 있는 U2, U2의 환승역이다. 프리드리히슈트라세와 모렌슈트라세(Mohrenstraße)의 교차점에 설치되어 있다. U2 노선은 1908년 10월 1일, U6 노선은 1923년 1월 30일에 개통했다. 두 역간의 긴 환승통로는 쥐굴(Mäusetunnel)로도 불린다. 두 노선의 승강장 모두 엘리베이터가 설치되어 있다.
베를린 버스 200, 265번과 환승할 수 있다.

## 역사
1905년 12월 15일 라이프치거 플라츠-슈피텔마르크트 구간 도시 철도 노선(오늘날의 U2)이 착공했다. 이 구간에는 카이저호프(오늘날의 모렌슈트라세역), 프리드리히슈트라세(오늘날의 슈타트미테역), 하우스포그타이플라츠역, 슈피텔마르크트역이 포함되어 있다. 1908년 10월 1일 개통했다. 역사는 알프레드 그레난데르가 설계했다.
1923년 1월 30일 당시의 동서간 도시철도와 남북 도시철도(오늘날의 U6)가 연결되었다. 1902년 건설된 도시 철도와는 다르게 착공 당시부터 베를린 시 재정으로 건설했다. 개통 당시에는 노면 전차 환승 조건이 더 좋았던 라이프치거 슈트라세역(Leipziger Straße)으로 불렸다. 도시 철도의 운영 기관이 통합된 이후에야 160 m 길이의 두 노선간의 환승 통로가 건설되었다. 1924년 9월에는 두 노선 모두의 역이 프리드리히슈타트역(Friedrichstadt)으로 개명되었으며, 1936년 2월에 현재 이름으로 개명되었다.
1950년대에는 동서베를린 분단에도 불구하고 열차가 정상적으로 운행했다. 베를린 장벽이 건설되면서 1961년 8월 13일부터 1990년 7월 1일까지는 전 열차가 통과하는 유령역이 되었다. C선(U6)으로 향하는 출구는 지하철 출구처럼 보이지 않게 변경되었다. A선(U2)의 승강장은 동베를린 구간만을 운행하는 노선으로 분리되어 계속 운행할 수 있었다. 환승 통로의 A선 측 끝도 폐쇄되었고, 환승 통로는 창고로 사용되었다. 1970년에는 A선 승강장 외벽이 크림색 세라믹 타일 재질로 변경되었다.
1990년 7월 1일 U6 노선의 역이 개방되었고, 1990년 11월에 환승 통로가 개방되었다. 환승 통로 개방 이후에도 개선 공사 이전까지는 아스팔트 포장의 흔적을 볼 수 있었다. 1995년부터 1996년까지 U6 노선의 승강장 길이가 105 m로 연장되었고, 엘리베이터가 설치되었다. 1999년에는 환승 통로와 U6 승강장이 16주간의 보수 공사를 거쳤다. 건설 공사는 약 180만 마르크(90만 유로)가 소요되었다.

## 인접 철도역
| 베를린 지하철 2호선        | 베를린 지하철 2호선 | 베를린 지하철 2호선                |
| -------------------------- | ------------------- | ---------------------------------- |
| 모렌슈트라세 룰레벤 방면   | U2                  | 하우스포그타이플라츠 팡코 방면     |
| 베를린 지하철 6호선        |                     |                                    |
| 운터 덴 린덴 알트테겔 방면 | U6                  | 코흐슈트라세 알트마리엔도르프 방면 |

## 참고 문헌
- Heinz Knobloch: Stadtmitte umsteigen. Buchverlag Der Morgen, Berlin 1982, ISBN 3-371-00104-0.